# 桑特站
桑特站，是法国的一个铁路车站，位于法国西南部城市桑特。

## 位置
桑特站位于桑特市区的东部。车站大致呈南北走向，开口朝西。
桑特站是一个铁路交通枢纽，有五个不同方向的铁路在此交汇。但途径桑特的铁路均未进行电气化改造。
桑特站也没有直达巴黎的图定列车，乘客需前往尼奥尔或昂古莱姆进行换乘。

## 停靠线路
以下列车线路在桑特站停靠：
| 桑特站列车线路表            |              |                             |               |              |
| 线路                        | 车种         | 上一站                      | 下一站        | 大致运行频率 |
| 南特—波尔多                 | INTERCITÉS   | 罗什福尔                    | 容扎克        | 每天3趟左右  |
| 拉罗谢尔—波尔多             | INTERCITÉS   | 罗什福尔                    | 蓬            | 每天1趟      |
| 拉罗谢尔—波尔多             | 法国大区列车 | 夏朗特河畔圣萨维尼昂        | 蓬            | 每天3趟左右  |
| 桑特—波尔多                 | 法国大区列车 | （起点）                    | 蓬            | 每天3趟左右  |
| 拉罗谢尔海豚门—桑特         | 法国大区列车 | 塔伊堡                      | （终点）      | 每天1趟      |
| 拉罗谢尔—昂古莱姆           | 法国大区列车 | 夏朗特河畔圣萨维尼昂        | 贝亚/干邑     | 每天2趟左右  |
| 普瓦捷/昂古莱姆—桑特/鲁瓦扬 | 法国大区列车 | 干邑/贝亚                   | （终点）/索容 | 每天7趟左右  |
| 尼奥尔—桑特/鲁瓦扬          | 法国大区列车 | 圣让当热利/圣蒂莱尔布里藏堡 | （终点）/索容 | 每天6趟左右  |
| 1. 2. 3.                    |              |                             |               |              |

## 配套交通

### 长途客车
桑特站对应的大巴车上下车地点位于桑特站正门口，此外桑特市区内也有长途汽车站（Gare routière）。
| 停靠桑特的大巴车 |                                                          |                                                                        |
| 上下车地点       | 运营单位                                                 | 主要目的地                                                             |
| 桑特站门口       | SNCF                                                     | （当某条铁路线施工或罢工时，SNCF可能会提供途径该线路沿途站点的大巴车） |
| Gare routière    | Eurolines                                                | 凡尔赛、马恩河畔尚皮尼、雷恩、卡尔卡松（可联程中转前往欧洲各地）       |
| Gare routière    | Isilines                                                 | 巴黎、奥尔良、图尔、普瓦捷、巴约讷、比亚里茨                           |
| Gare routière    | 滨海夏朗特省城际客运 Les Mouettes （页面存档备份，存于） | 罗什福尔、鲁瓦扬、圣让当热利、马雷讷、洛里尼亚克、谢科、马塔           |
| 1. 2. 3. 4. 5.   |                                                          |                                                                        |

### 市内交通
| 桑特站附近的市内公交线路 |            |          |
| 公交车站名称             | 位置       | 停靠线路 |
| Gare SNCF                | 桑特站门口 | 公交A线  |
| 1.                       |            |          |

## 临近车站
| 桑特站（Gare de Saintes）         |                                       |                                                      |
| 上行车站                          | 线路                                  | 下行车站                                             |
| 圣蒂莱尔布里藏堡站←               | 沙特尔－波尔多铁路 桑特－昂古莱姆铁路 | →贝亚站↗（昂古莱姆方向）→干邑站 ↘（波尔多方向）→蓬站 |
| 塔伊堡站←                         | 南特－桑特铁路                        | （终点）                                             |
| （起点）                          | 桑特－鲁瓦扬铁路                      | →索容站                                              |
| - 本表仅显示运营中的线路及车站 1. |                                       |                                                      |